# Jemal Yimer
Jemal Yimer Mekonnen, né le 11 septembre 1996, est un athlète éthiopien spécialiste des courses de fond.

## Biographie
Il se classe quatrième des championnats du monde de cross 2017, à Kampala, disputés sur la distance de 10 km. 
En 2019, à Hengelo, il porte son record personnel sur 10 000 m à 26 min 54 s 39.

## Palmarès
| Date | Compétition                            | Lieu    | Résultat | Épreuve            | Temps          |
| ---- | -------------------------------------- | ------- | -------- | ------------------ | -------------- |
| 2016 | Championnats d'Afrique                 | Durban  | 4e       | 10 000 m           | 28 min 8 s 92  |
| 2017 | Championnats du monde de cross         | Kampala | 4e       | Individuel (10 km) | 28 min 46 s    |
| 2017 | Championnats du monde                  | Londres | 5e       | 10 000 m           | 26 min 56 s 11 |
| 2018 | Championnats du monde de semi-marathon | Valence | 4e       | Individuel         | 1 h 0 min 33 s |
| 2018 | Championnats du monde de semi-marathon | Valence | 1er      | Par équipe         |                |
| 2018 | Championnats d'Afrique                 | Asaba   | 1er      | 10 000 m           | 29 min 8 s 01  |

### Records
| Épreuve       | Temps          | Lieu    | Date            |
| ------------- | -------------- | ------- | --------------- |
| 10 000 m      | 26 min 54 s 39 | Hengelo | 17 juillet 2019 |
| Semi-marathon | 58 min 33 s    | Valence | 28 octobre 2018 |